# Florynki
Florynki – osada w Polsce położona w województwie wielkopolskim, w powiecie gostyńskim, w gminie Krobia.
W okresie Wielkiego Księstwa Poznańskiego (1815-1848) folwark Florynki należał do wsi mniejszych w ówczesnym pruskim powiecie Kröben (krobskim) w rejencji poznańskiej. Florynki należały do okręgu sarnowskiego tego powiatu i stanowiły część majątku Niepart, którego właścicielem był wówczas (1846) Czarnecki. Do majątku Niepart przynależał także folwark Dębina. Według spisu urzędowego z 1837 roku folwark Florynki liczył 19 mieszkańców, którzy zamieszkiwali jeden dym (domostwo).
W latach 1975–1998 miejscowość administracyjnie należała do województwa leszczyńskiego.